# گمینا بیاووویژا
گمینا بیاووویژا (به لهستانی:  Gmina Białowieża) یک گمینا در لهستان است که در شهرستان خاینووکا واقع شده‌است. گمینا بیاووویژا ۲۰۳٫۲ کیلومتر مربع مساحت و ۲٬۶۹۱ نفر جمعیت دارد.